# Agi Jambor
Agi Jambor (geboren 4. Februar 1909 in Budapest, Österreich-Ungarn; gestorben 3. Februar 1997 in Towson) war eine ungarisch-US-amerikanische Pianistin.

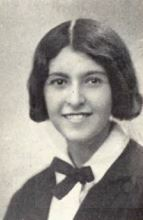
Ági Jámbor (1931)

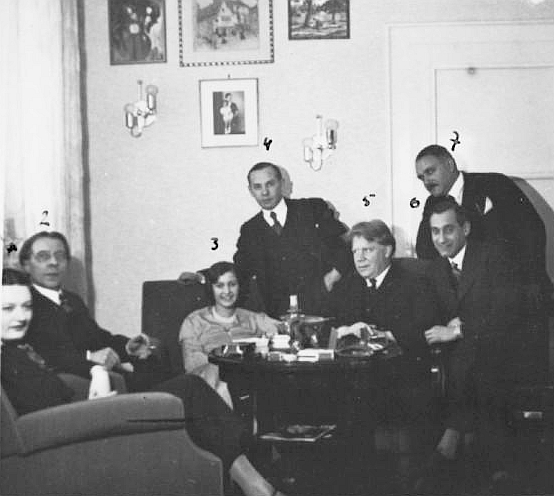
Ági Jámbor mit Alfred Cortot und Edwin Fischer (1930)

## Leben
Ági Jámbor war eine Tochter des Kaufmanns Vilmos Jámbor (1873–1935) und der Olga Riesz. Sie lernte bei der Mutter Klavier und galt als Wunderkind. Ab 1926 war sie Schülerin von Edwin Fischer in Berlin. 1931 ging sie nach Paris. Sie heiratete 1933 den ungarischen Elektroingenieur und Technischen Direktor beim niederländischen Unternehmen Philips Imre Patai (1894–1949). Beim 3. Internationalen Chopinwettbewerb 1937 in Warschau belegte sie einen 5. Platz. Sie erwogen 1938 angesichts der Verschärfung der antisemitischen Gesetze in Ungarn die Emigration in die USA, waren aber bei Ausbruch des Zweiten Weltkriegs noch in den Niederlanden. Sie kehrten dann nach Ungarn zurück und überlebten dort den Holocaust. Ein 1943 in Budapest geborener Sohn starb in den ersten Lebenswochen.  
1947 gelang ihnen die Emigration in die USA, wo der entkräftete Imre Patai bereits 1949 starb. Jambor nahm ihre Konzerttätigkeit wieder auf und spielte beim Philadelphia Orchestra unter Eugene Ormandy und auch mit Bruno Walter. Sie produzierte 12 Schallplattenaufnahmen bei Capitol Records. Sie lehnte es aus politischen Gründen ab, in Deutschland aufzutreten.  
Jambor lehrte Klavier am Bryn Mawr College und wurde dort 1974 emeritiert. Sie war noch kurzzeitig mit dem britischen Schauspieler Claude Rains verheiratet.

## Werke
- Piano sonata : to the victims of Auschwitz. Partitur. Bryn Mawr, PA : Hildegard Pub. Co., 1997
- Agi Jambor: Escaping Extermination. Hungarian Prodigy to American Musician, Feminist, and Activist. Manuskript 1950. Herausgeberin Frances Pinter. West Lafayette, Indiana : Purdue University Press, Baltimore, Md. : Project MUSE, 2020